# Robert Shirlaw
Robert „Bob“ Alan Shirlaw OAM (* 9. April 1943 in Sydney) ist ein ehemaliger australischer Ruderer. 1968 gewann er mit dem australischen Achter eine olympische Silbermedaille.

## Sportliche Karriere
1964 nahm Shirlaw zusammen mit Roger Ninham an den Olympischen Spielen in Tokio teil, Die beiden belegten im Zweier ohne Steuermann jeweils den dritten Platz im Vorlauf, im Hoffnungslauf und im B-Finale. Ninham und Shirlaw gewannen als Mitglieder des Mosman Rowing Club die australischen Meisterschaften 1964 und 1966.
Vier Jahre später trat der australische Achter bei den Olympischen Spielen 1968 in Mexiko-Stadt in der Besetzung Alfred Duval, Michael Morgan, Joseph Fazio, Peter Dickson, David Douglas, John Ranch, Gary Pearce, Robert Shirlaw und Steuermann Alan Grover an. Die Australier belegten im Vorlauf den zweiten Platz hinter dem Deutschland-Achter und vor dem Boot aus der Tschechoslowakei. Im Hoffnungslauf gewannen die Australier vor dem Boot aus der UdSSR. Im Finale siegten die Deutschen mit etwa einer Sekunde Vorsprung vor den Australiern, eine weitere Sekunde dahinter gewann der Achter aus der Sowjetunion die Bronzemedaille.
Nach seiner aktiven Karriere war Shirlaw Rudertrainer an australischen Schulen. Für seine Verdienste um den Rudersport als Trainer, Funktionär und Wettkämpfer sowie für die Ausbildung wurde er 2008 mit der Medaille des Order of Australia ausgezeichnet.